# Leiston Pickett
Leiston Jane Pickett (Gold Coast (Queensland), 6 februari 1992) is een Australische zwemster. Ze vertegenwoordigde haar vaderland op de Olympische Zomerspelen 2012 in Londen.

## Carrière
Bij haar internationale debuut, op de Pan Pacific kampioenschappen zwemmen 2010 in Irvine, sleepte Pickett de zilveren medaille in de wacht op de 50 meter schoolslag en werd ze uitgeschakeld in de series van de 100 meter schoolslag. Tijdens de Gemenebestspelen 2010 in Delhi veroverde de Australische de gouden medaille op de 50 meter schoolslag. In Dubai nam Pickett deel aan de wereldkampioenschappen kortebaanzwemmen 2010, op dit toernooi legde ze op de 50 meter schoolslag beslag op de zilveren medaille.
Op de wereldkampioenschappen zwemmen 2011 in Shanghai eindigde de Australische als vierde op de 50 meter schoolslag, op de 100 meter schoolslag strandde ze in de halve finales.
Tijdens de Olympische Zomerspelen van 2012 in Londen werd Pickett uitgeschakeld in de halve finales van de 100 meter schoolslag.

## Internationale toernooien
| Jaar | Olympische Spelen   | WK langebaan                          | WK kortebaan   | PanPacs                                | Gemenebestspelen |
| ---- | ------------------- | ------------------------------------- | -------------- | -------------------------------------- | ---------------- |
| 2010 |                     |                                       | 50m schoolslag | 50m schoolslag · serie 100m schoolslag | 50m schoolslag   |
| 2011 |                     | 4e 50m schoolslag 10e 100m schoolslag |                |                                        |                  |
| 2012 | 13e 100m schoolslag |                                       | geen deelname  |                                        |                  |

## Persoonlijke records
Bijgewerkt tot en met 17 maart 2012

### Kortebaan
| Afstand         | Tijd    | Datum            | Plaats   |
| --------------- | ------- | ---------------- | -------- |
| 50m schoolslag  | 29,84   | 16 december 2010 | Dubai    |
| 100m schoolslag | 1.06,59 | 16 juli 2010     | Brisbane |

### Langebaan
| Afstand         | Tijd    | Datum         | Plaats   |
| --------------- | ------- | ------------- | -------- |
| 50m schoolslag  | 30,24   | 8 april 2011  | Sydney   |
| 100m schoolslag | 1.06,88 | 17 maart 2012 | Adelaide |